# Diócesis de Nyundo
La diócesis de Nyundo (en latín: Dioecesis Nyundoënsis, en kiñaruanda: Diyosezi Gatolika ya Nyundo) es una circunscripción eclesiástica de la Iglesia católica en Ruanda. Se trata de una diócesis latina, sufragánea de la arquidiócesis de Kigali. Desde el 11 de marzo de 2016 su obispo es Anaclet Mwumvaneza.

## Territorio y organización

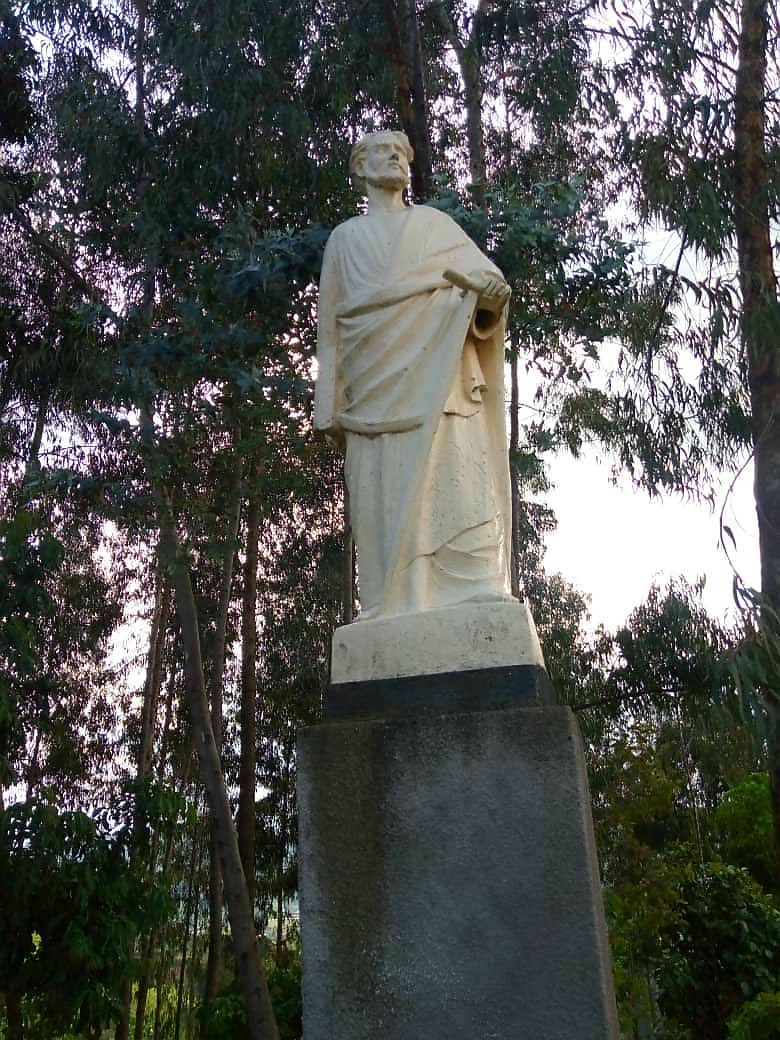
Estatua del misionero padre Antoine, en Nyundo

La diócesis tiene 4000 km² y extiende su jurisdicción sobre los fieles católicos de rito latino residentes en los distritos de  Karongi, Ngororero, Rubavu, Rutsiro, gran parte del distrito de Nyabihu y una parte del de Nyamasheke, todos de la provincia Occidental.
La sede de la diócesis se encuentra en la ciudad de Nyundo, en donde se halla la Catedral de Nuestra Señora de la Anunciación.
En 2021 en la diócesis existían 26 parroquias.

## Historia
El vicariato apostólico de Nyundo fue erigido el 14 de febrero de 1952 con la bula Ut in Vicariatu del papa Pío XII, obteniendo el territorio del vicariato apostólico de Ruanda (hoy diócesis de Kabgayi).
El 10 de noviembre de 1959 el vicariato apostólico fue elevado a diócesis con la bula Cum parvulum del papa Juan XXIII.
Originalmente sufragánea de la arquidiócesis de Kabgayi, pasó a formar parte de la provincia eclesiástica de Kigali el 10 de abril de 1976, al mismo tiempo que la sede metropolitana de Kabgayi fue suprimida y reducida a diócesis.
El 20 de diciembre de 1960 cedió una porción de su territorio para la erección de la diócesis de Ruhengeri mediante la bula Cum Fidei del papa Juan XXIII.
El 5 de noviembre de 1981 cedió otra porción de su territorio para la erección de la diócesis de Cyangugu mediante bula Nihil aestimamus del papa Juan Pablo II.

## Estadísticas
Según el Anuario Pontificio 2022 la diócesis tenía a fines de 2021 un total de 683 433 fieles bautizados.
| Año                                                                             | Población            | Población | Población      | Sacerdotes | Sacerdotes    | Sacerdotes    | Bautizados por sacerdote | Diáconos permanentes | Religiosos | Religiosos | Parroquias |
| Año                                                                             | Bautizados católicos | Total     | % de católicos | Total      | Clero secular | Clero regular | Bautizados por sacerdote | Diáconos permanentes | Varones    | Mujeres    | Parroquias |
| ------------------------------------------------------------------------------- | -------------------- | --------- | -------------- | ---------- | ------------- | ------------- | ------------------------ | -------------------- | ---------- | ---------- | ---------- |
| 1970                                                                            | 250 667              | 878 081   | 28.5           | 85         | 65            | 20            | 2949                     |                      | 58         | 156        | 23         |
| 1980                                                                            | 423 433              | 1 172 000 | 36.1           | 86         | 68            | 18            | 4923                     |                      | 68         | 132        | 26         |
| 1988                                                                            | 385 675              | 1 108 513 | 34.8           | 65         | 57            | 8             | 5933                     |                      | 39         | 110        | 18         |
| 1999                                                                            | 420 055              | 1 108 654 | 37.9           | 24         | 24            |               | 17 502                   |                      | 7          | 28         | 19         |
| 2000                                                                            | 462 592              | 1 170 542 | 39.5           | 27         | 27            |               | 17 133                   |                      | 4          | 39         | 19         |
| 2001                                                                            | 453 885              | 1 300 382 | 34.9           | 40         | 40            |               | 11 347                   |                      | 9          | 62         | 19         |
| 2002                                                                            | 494 898              | 1 334 767 | 37.1           | 38         | 38            |               | 13 023                   |                      | 10         | 70         | 19         |
| 2003                                                                            | 510 969              | 1 377 346 | 37.1           | 43         | 43            |               | 11 883                   |                      | 13         | 72         | 19         |
| 2004                                                                            | 516 483              | 1 393 147 | 37.1           | 50         | 49            | 1             | 10 329                   |                      | 20         | 71         | 19         |
| 2013                                                                            | 607 628              | 1 593 512 | 38.1           | 74         | 74            |               | 8211                     |                      | 33         | 141        | 23         |
| 2016                                                                            | 613 999              | 1 587 539 | 38.7           | 87         | 87            |               | 7057                     |                      | 37         | 162        | 24         |
| 2019                                                                            | 643 391              | 1 654 503 | 38.9           | 90         | 90            |               | 7148                     |                      | 39         | 165        | 26         |
| 2021                                                                            | 683 433              | 1 748 549 | 39.1           | 101        | 101           |               | 6766                     |                      | 37         | 161        | 26         |
| Fuente: Catholic-Hierarchy, que a su vez toma los datos del Anuario Pontificio. |                      |           |                |            |               |               |                          |                      |            |            |            |

## Episcopologio
- Aloys Bigirumwami † (14 de febrero de 1952-17 de diciembre de 1973renunció)
- Vincent Nsengiyumva † (17 de diciembre de 1973-10 de abril de 1976 nombrado arzobispo de Kigali)
- Wenceslas Kalibushi † (9 de diciembre de 1976-2 de enero de 1997 retirado)
- Alexis Habiyambere, S.I. (2 de enero de 1997-11 de marzo de 2016 retirado)
- Anaclet Mwumvaneza, desde el 11 de marzo de 2016